# KIC 8462852
KIC 8462852, auch Tabbys Stern (englisch Tabby’s Star, auch Boyajian’s Star, nach Tabetha S. Boyajian, der Hauptautorin der Veröffentlichung vom September 2015), ist ein Hauptreihenstern der Spektralklasse F im Sternbild Schwan, ca. 1470 Lichtjahre (450 Parsec) von der Erde entfernt.
Der Stern zeichnet sich durch eine unregelmäßig schwankende Leuchtkraft aus, die in kein gängiges Schema passt und bislang nicht erklärt werden kann.

## Eigenschaften
Als Hauptreihenstern der Spektralklasse F (weißgelb) hat der Stern verglichen mit der Sonne eine 1,4-fache Masse, eine höhere Oberflächentemperatur und ist 5-mal so hell. Seine scheinbare Helligkeit beträgt 12 mag, er ist also mit einem kleinen Amateurteleskop gut zu sehen.
Die habitable Zone liegt bei KIC 8462852 in einer größeren Entfernung zum Stern als in unserem Sonnensystem. Es wird davon ausgegangen, dass KIC 8462852 die Hauptreihe gerade erreicht hat. Dies berücksichtigt und im Hinblick auf seine Rotationsperiode von nur 21 Stunden ist davon auszugehen, dass der Stern älter als 150 Mio. Jahre ist.

## Stellarer Begleiter
2021 wurde bestätigt, dass KIC 8462852 im Abstand von 880 ± 10 AE einen Roten Zwerg als Begleiter hat.

## Außergewöhnliche Helligkeitsänderungen

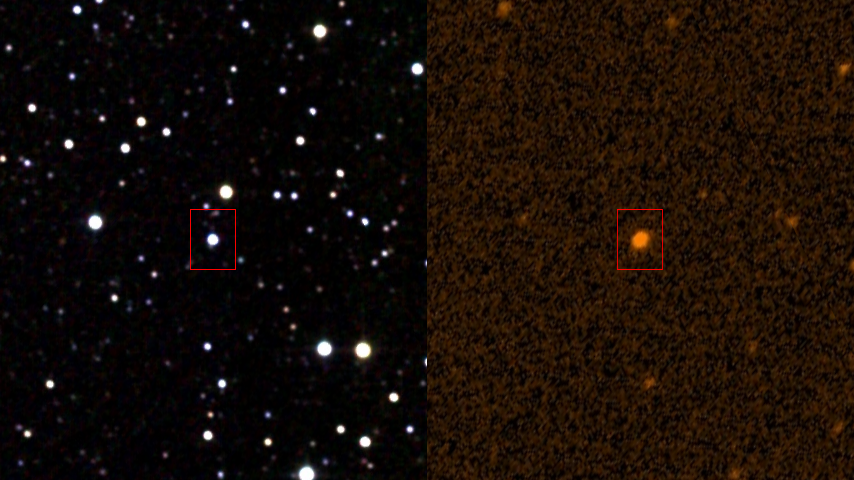
Infrarot- und Ultraviolett-Aufnahmen von KIC 8462852

Der Stern ist außergewöhnlich, weil bei ihm kurze nicht periodische Reduzierungen der Helligkeit beobachtet wurden. Entdeckt wurden sie in den Messdaten des weltraumgestützten Kepler-Teleskops im Rahmen des Planet-Hunter-Projekts. Bei diesem Projekt sucht man extrasolare Planeten, die periodisch vor ihren Zentralgestirnen vorbeiziehen und daher auch periodische Helligkeitseinbrüche des Sterns (normalerweise deutlich unter 1 %) verursachen. Hierbei fielen bei KIC 8462852 kurze nicht periodische Helligkeitsreduzierungen von bis zu 22 % auf. Eine Suche nach vergleichbaren Sternen in den Kepler-Datenbanken (rund 100.000 Sterne) ergab keinen Treffer.
Das Teleskop Kepler untersuchte den Stern rund 4 Jahre, bevor es durch einen Defekt ausfiel. Die erste starke Helligkeitsreduzierung (dip, dt. Senkung, Gefälle) erfolgte am 5. März 2011 (Tag 792 der Kepler-Beobachtung). Die Helligkeit reduzierte sich innerhalb eines Tages um rund 16 % für nur einen Tag. Danach betrug die Helligkeit wieder rund 100 %.
Der zweite herausragende Helligkeitsabfall fand am 28. Februar 2013 (Tag 1.519 der Kepler-Untersuchung) statt. Hierbei reduzierte sich die Helligkeit des Sterns rund 10 Tage vor der stärksten Helligkeitsreduzierung für rund drei Tage um 1,5 %. Danach stieg die Helligkeit etwas an. Dann folgte der stärkste Einbruch mit rund 22 % für etwa zwei Tage. Im Unterschied zum ersten gemessenen Ereignis rund zwei Jahre vorher folgten rund 20 Tage später eine Abdunkelung über rund 10 Tage (stärkste Ausprägung −3 % an einem Tag) sowie nach weiteren 37 Tagen ein Einbruch über 10 Tage (stärkste Ausprägung −8 % an einem Tag). Die Helligkeit erreichte im Vergleich nur langsam wieder 100 %. Der Abstand zwischen den beiden stärksten gemessenen Ereignissen beträgt 728 Tage.

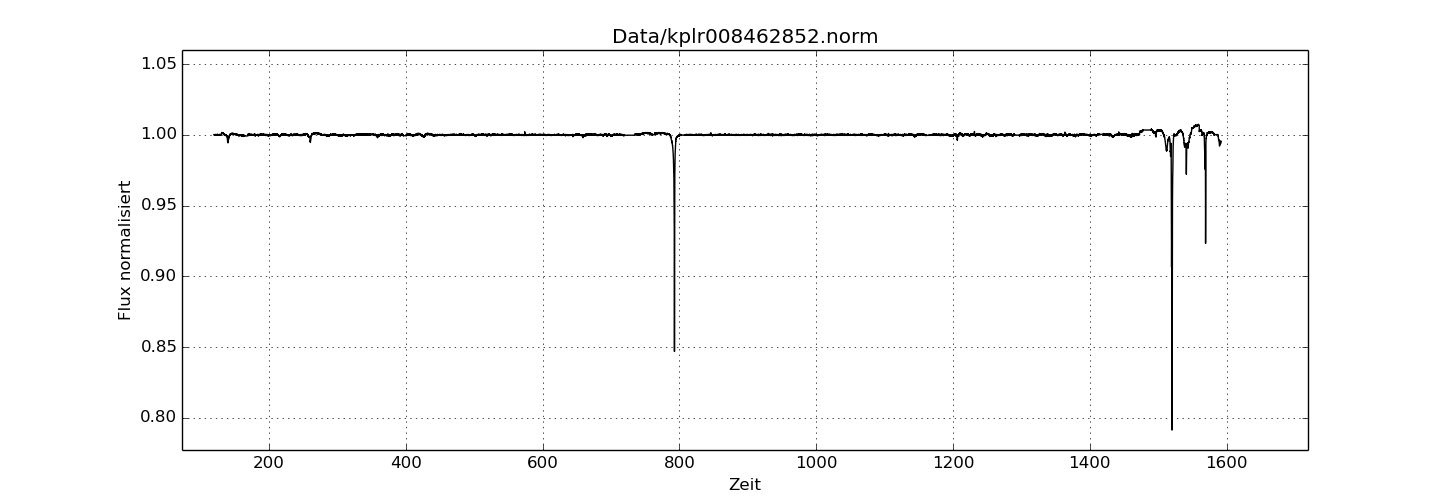
KIC 8462852 – Helligkeitsdaten von Kepler (kompletter Beobachtungszeitraum)
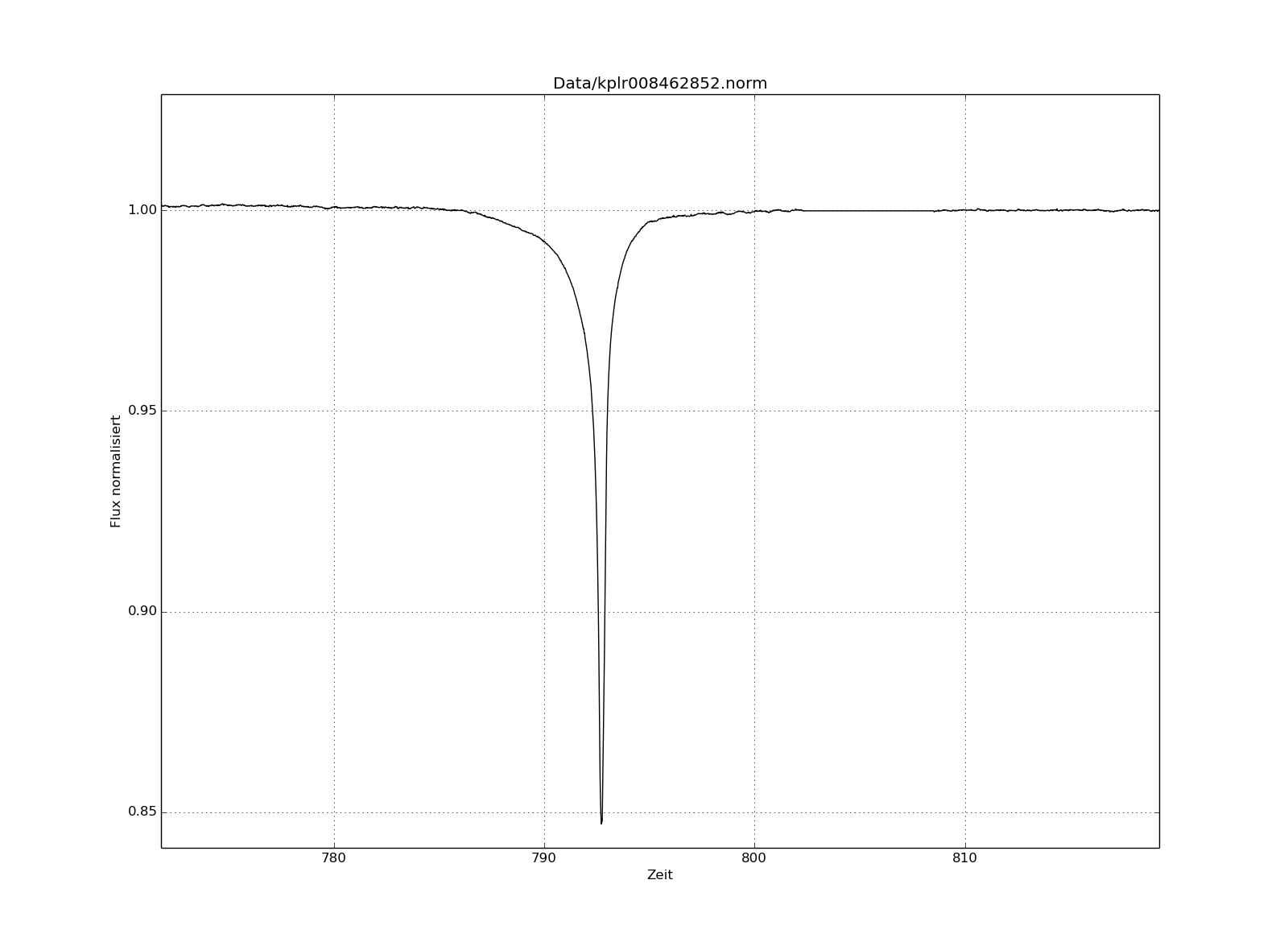
Helligkeitseinbruch 5. März 2011 (Tag 792 der Kepler-Beobachtung)
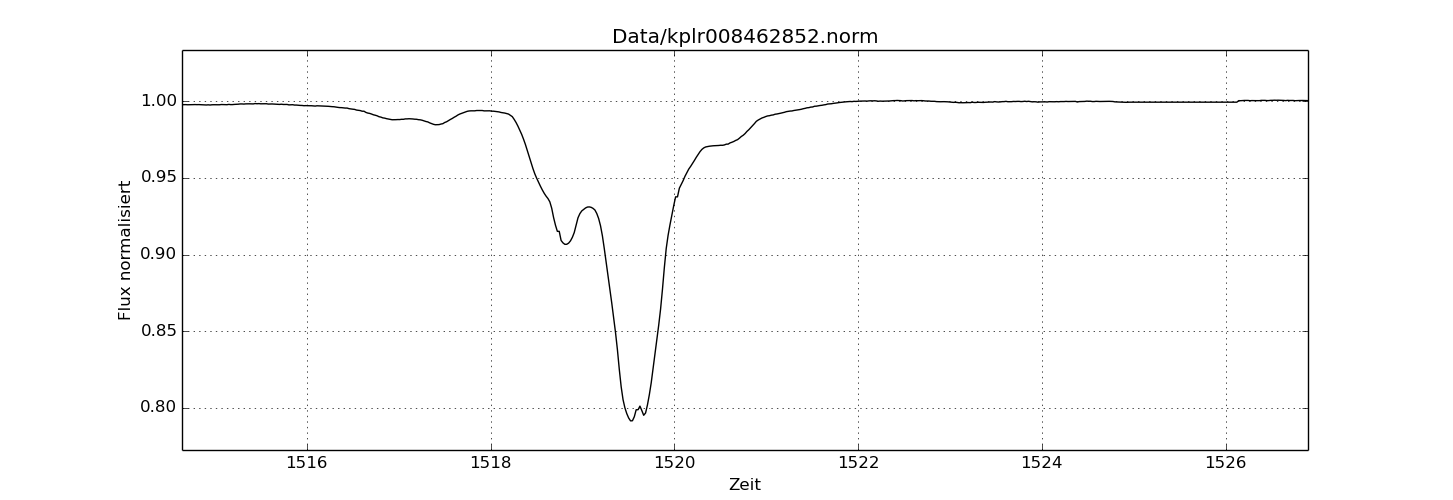
Mehrtägiger Helligkeitseinbruch ab 28. Februar 2013 (Tag 1.519 der Kepler-Beobachtung)
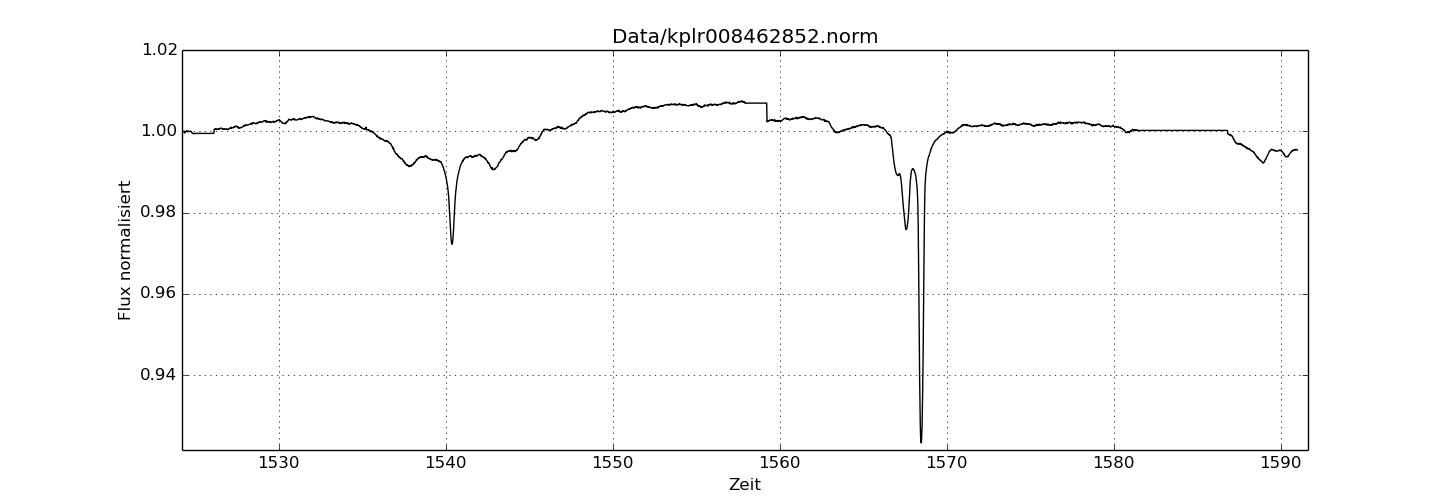
Helligkeitseinbruch 17. April 2013 (Tag 1.568 der Kepler-Beobachtung)

## Erklärungsansätze
Seit der Entdeckung der aperiodischen Lichtkurve wurden verschiedene Erklärungshypothesen veröffentlicht. Fast alle basieren auf der grundlegenden Annahme, dass die Spektralklasse nicht zu einem veränderlichen Stern passt. Eine vollständige Beschreibung der Lichtkurve lieferte allerdings bisher keiner der nachfolgenden Erklärungsversuche.

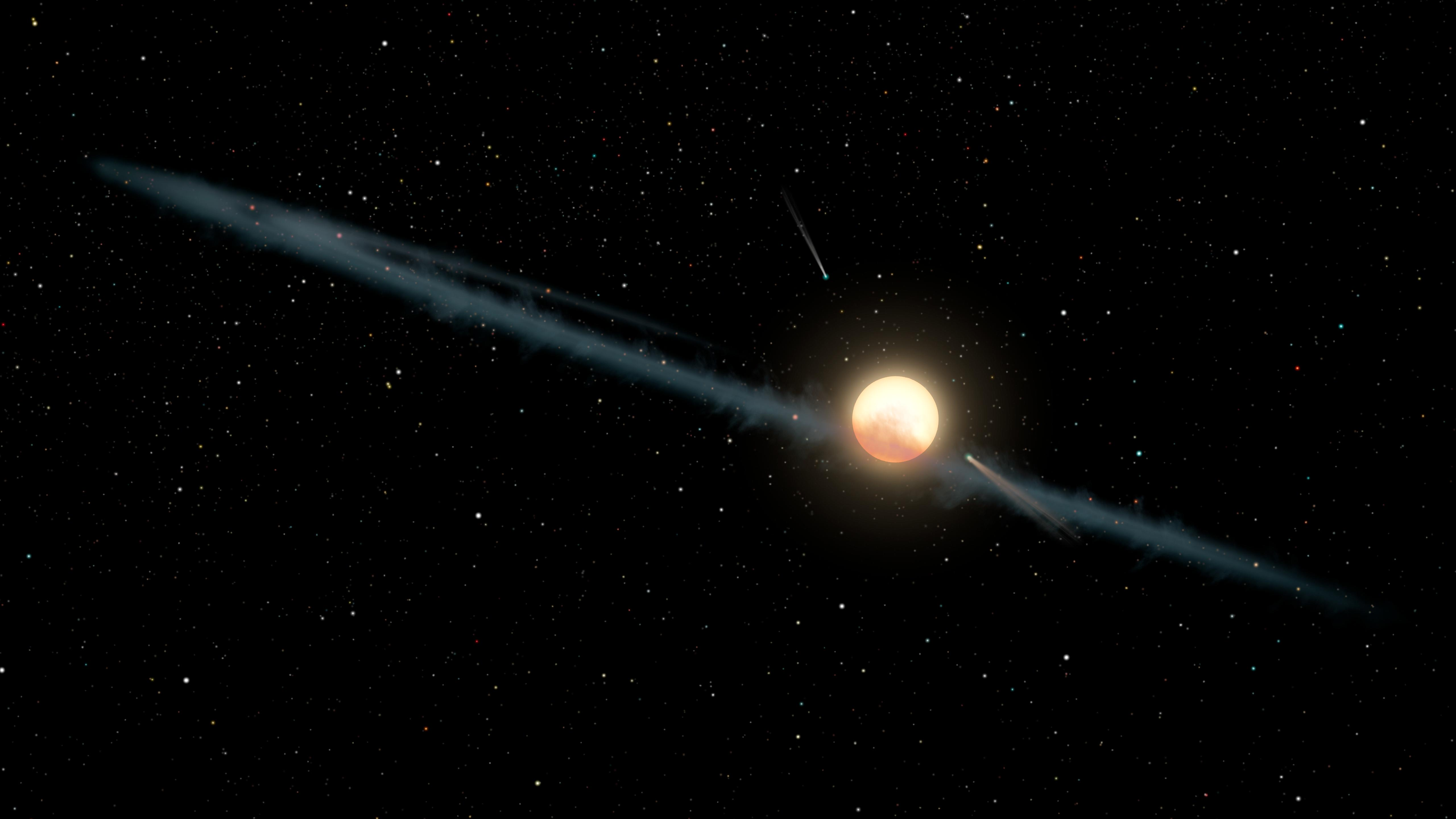
Ungleichmäßiger Staubring (künstl. Darst.)

### Staubringe
Basierend auf Daten des Swift-Gammastrahlen-Teleskops, des Spitzer-Weltraumteleskops und des belgischen Observatoriums AstroLAB IRIS soll mikroskopisch feiner, unregelmäßig über zirkumstellare Ringe verteilter Staub die Schwächung des Lichts verursachen. Zugrunde liegt die Beobachtung, dass infrarote und ultraviolette Strahlung des Sterns unterschiedlich stark geschwächt wird. Auch länger andauernde Helligkeitseinbrüche, wie 2017 beobachtet, könnten so erklärt werden.

### Kometenfragmente

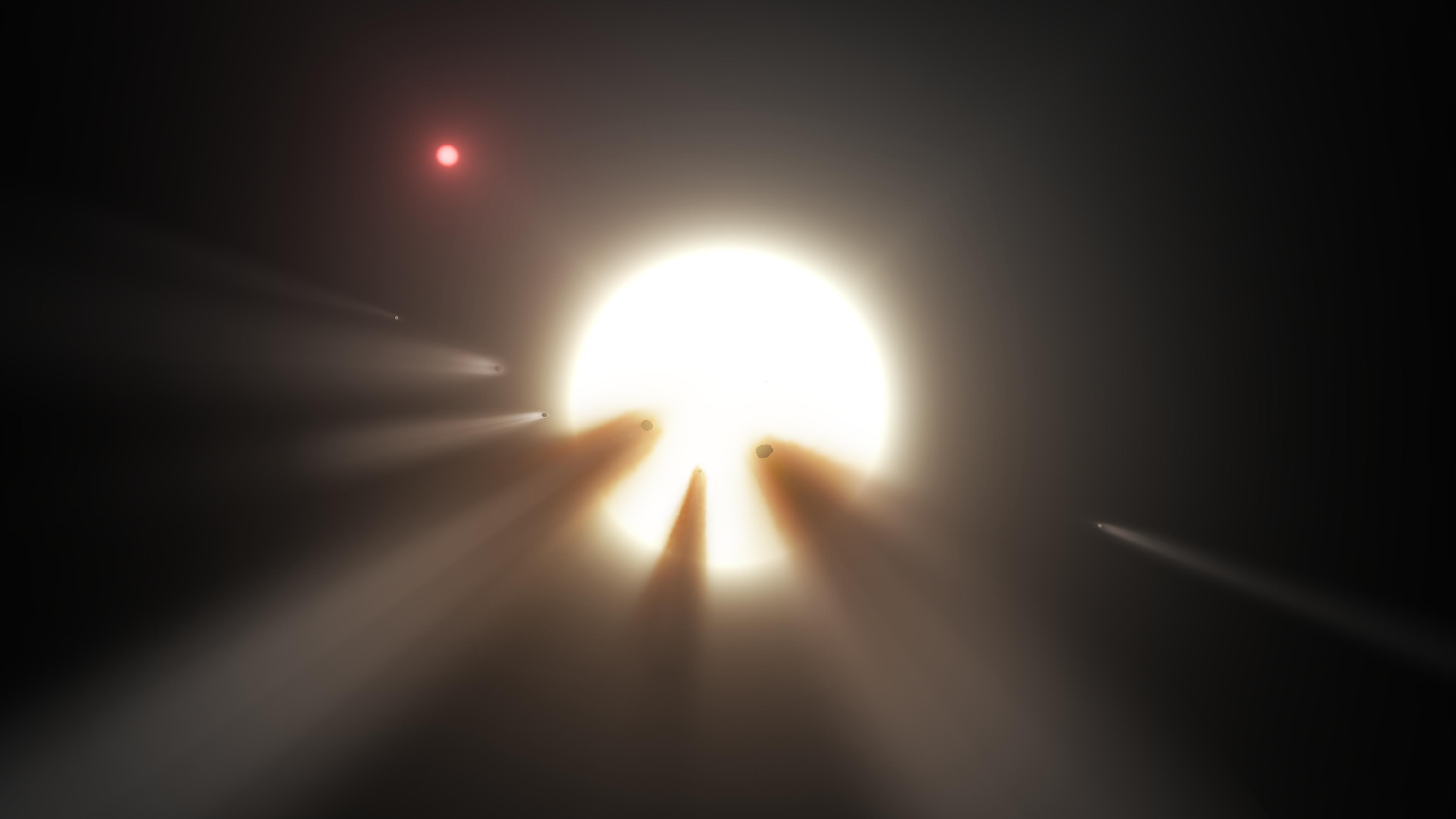
Ein Schwarm von Kometen (künstl. Darst.)

Eine Ansammlung von Kometen und Kometenfragmenten (ähnlich der solaren Oortschen Wolke) wurde ebenfalls als mögliche Ursache der Intensitätseinbrüche ins Auge gefasst. Die Existenz einer solchen Ansammlung, die so dicht an Material wäre, dass sie die beobachteten Abschwächungen erklären könnte, gilt aber als eher unwahrscheinlich.

### Akkretionsscheibe

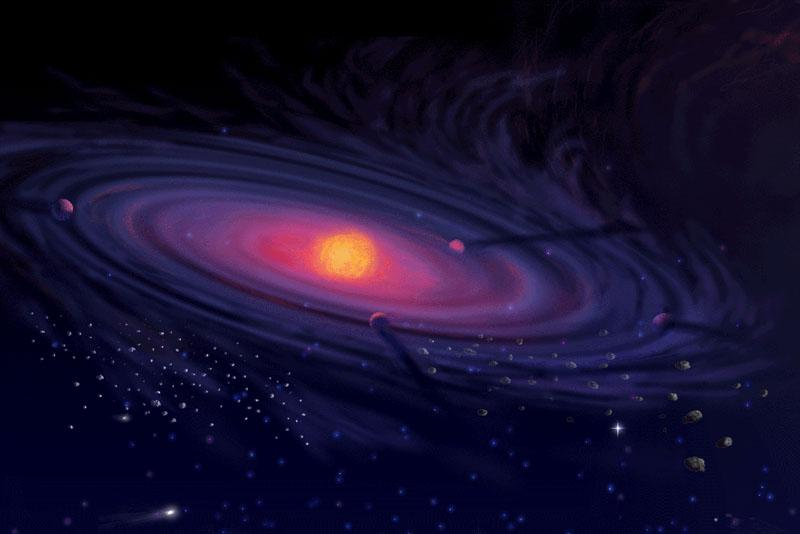
Protoplanetare oder Akkretionsscheibe (künstl. Darst.)

Angenommen, der Stern wäre weitaus jünger als aufgrund seiner Spektralklasse vermutet, dann könnte die bei der Sternentstehung vorhandene Akkretionsscheibe bzw. eine protoplanetare Scheibe die Beobachtungen erklären. Am IRTF durchgeführte Studien ließen aber keine zentrale Staubscheibe im System erkennen. Darüber hinaus erschöpft sich eine protoplanetare Scheibe innerhalb weniger Millionen Jahre.

### Bruchstücke einer Planetenkollision

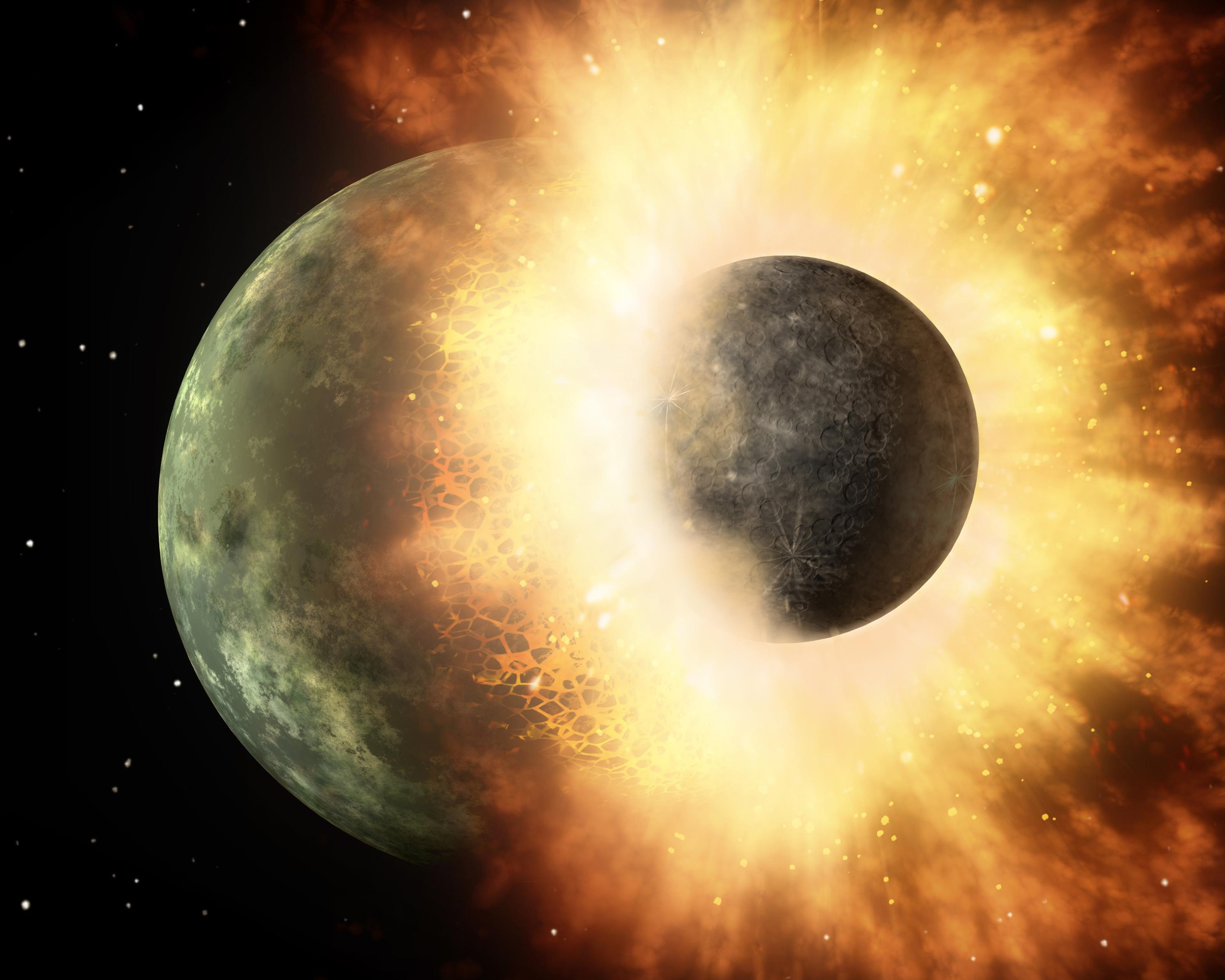
Planetenkollision (künstl. Darst.)

Auch diese Hypothese wird durch die oben aufgeführte Untersuchung im Grunde widerlegt. Abgesehen von der eher geringen Wahrscheinlichkeit einer derartigen Kollision konnten Spektralanalysen mit den Teleskopen Spitzer und WISE keine Hinweise auf heiße oder warme Fragmente, d. h. auf eine Kollision in jüngerer Vergangenheit, liefern.
Wahrscheinlicher als eine einmalige Kollision zweier Planeten wären Kollisionen zwischen Asteroiden oder Kometen, die eine Staubwolke oder einen Staubring über einen längeren Zeitraum immer wieder erneuern könnten.

### Interplanetarer Staub
Wenn sowohl Hinweise auf das Fehlen einer zirkumstellaren Staubscheibe als auch Hinweise auf das Auftreten energiedispersiver Absorption oder Streuung durch Partikel in der Größenordnung von 1 μm vorliegen, wäre noch die Möglichkeit interstellaren Staubs gegeben. Positive Nachweise hierzu liegen bisher allerdings nicht vor. Darüber hinaus liegt die Teilchengröße interstellaren Staubs typischerweise deutlich unter 1 μm.

### Planetenvernichtung durch den Stern
Eine Hypothese sieht die Ursache in einem Planeten, der sich spiralförmig seinem Stern näherte, bis er von diesem verschluckt wurde. Das Ereignis sollte zwischen 101 und 104 Jahre zurückliegen (je nach Masse des Planeten), und die Abschwächungen kämen dann durch übriggebliebene Trümmer des Planeten oder seiner Monde zustande. Die aus der Kollision resultierende Energie hätte den Stern hell aufleuchten lassen und seine Leuchtkraft würde mittlerweile langsam auf den Ausgangswert zurückfallen.

### Ringplanet mit Trojanern

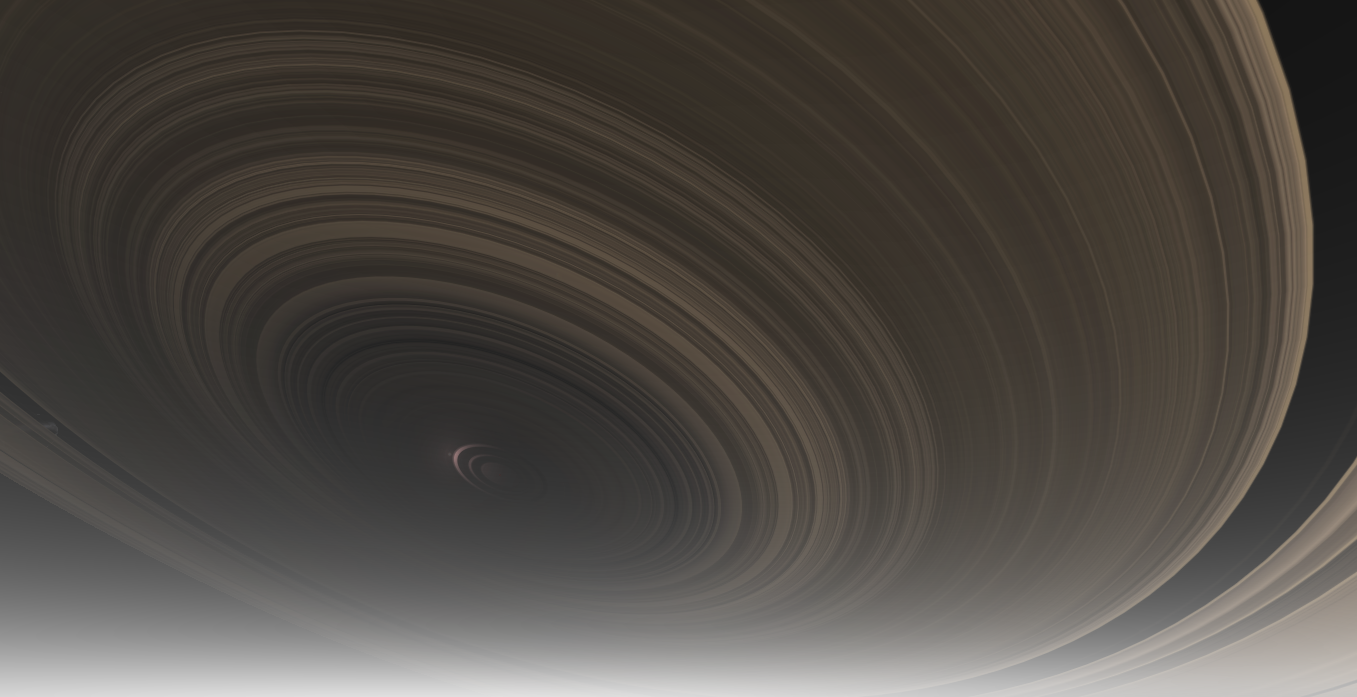
Planet J1407b mit großen Staubringen (künstl. Darst.)

Die Helligkeitsschwankungen können auch auf die Passage eines Planeten zurückgehen, den ein riesiger (möglicherweise unterbrochener) Staubring umgibt und der zudem von vielen Trojaner-Gesteinsbrocken begleitet wird, die sich in fixer Distanz zum Planeten auf gleicher Umlaufbahn um den Stern bewegen, ihm aber um rund 60 Grad vorauseilen oder nachlaufen. Sie befinden sich an den Lagrange-Punkten L4 und L5, an denen sich Anziehungskräfte von Planet und Stern so ausbalancieren, dass sich immer mehr Brocken ansammeln können. Die schwachen Helligkeitsschwankungen im Jahre 2009 wären durch Reste vorauseilender Trojaner entstanden. Dann schwächte sich durch die Passage des hypothetischen Ringplaneten das Sternenlicht erneut ab. Im Frühjahr 2013 verursachten nachlaufende Trojaner die schnellen Helligkeitswechsel. Ab Februar 2021 müssten vorauseilende Trojaner wiederum den Stern verdunkeln.
Neuere Beobachtungen aus den Jahren 2017 und 2018 zeigten jedoch zeitlich sehr unregelmäßiges Auftreten der Abschwächungsphasen, was eher gegen diese Hypothese spricht.

### Intrinsische Schwankungen der Leuchtkraft
Änderungen in der absoluten Helligkeit eines Sterns als Beispiel eines dynamischen Systems könnten in der Nähe eines Phasenübergangs quasi „selbstorganisiert“ auftreten, wenn die Schwankungen einer universell gültigen „Lawinen-Statistik“ entsprechen. Drei andere Sterne des Kepler-Input-Katalogs zeigen offensichtlich ähnliche Helligkeitsschwankungen sowie erwiesenermaßen auch magnetische Aktivität. Diese soll auch bei KIC 8462852 beobachtet worden sein. Ob dieses Verhalten dem von BY-Draconis-Sternen entspricht, ist bisher nicht erwiesen.

### Künstliche Strukturen
Spekulationen über eine nicht-natürliche Ursache des Phänomens zählten anfangs zu den häufiger vorgeschlagenen Hypothesen, hielten aber ernsthafteren Untersuchungen nicht stand. Eine Abdeckung durch eine entstehende Dyson-Sphäre wird nicht in Betracht gezogen, da diese mit einem zusätzlichen Infrarotanteil einherginge, der nicht beobachtet wird.
Im Oktober 2015 begann das SETI-Institut KIC 8462852 mit ATA für vorerst 15 Tage zu beobachten, auch das Radioteleskop in Green-Bank und das Very Large Array wurden für zukünftige Untersuchungen vorgeschlagen. Erste radioastronomische Untersuchungen des Sterns zeigten keinerlei auffällige Radiosignale. Auch die Suche in anderen Wellenlängenbereichen, etwa im Gamma-Bereich, und die Suche nach Laserstrahlung verliefen erfolglos.

## Langfristige Helligkeitsabnahme?
Eine Veröffentlichung im Januar 2016 betonte, dass die Helligkeit des Sterns seit 1890 abnahm. Daher sei die Verursachung durch Kometen unplausibel. Eine im Oktober 2017 veröffentlichte Analyse von Langzeit-Helligkeitsbeobachtungen bis Ende 2016 bestätigt die langfristige Helligkeitsabnahme über den Zeitraum der Kepler-Beobachtungen und die anschließende Zeit, ohne sich hierfür auf eine Erklärung festzulegen. Eine Analyse von 1232 Fotoplatten der Harvard-Universität, auf denen der Stern zwischen 1890 und 1989 aufgenommen wurde, zeigte, dass sich der Stern konstant über ein Jahrhundert verdunkelte, die Analyse ist umstritten.

## Beobachtungen 2017

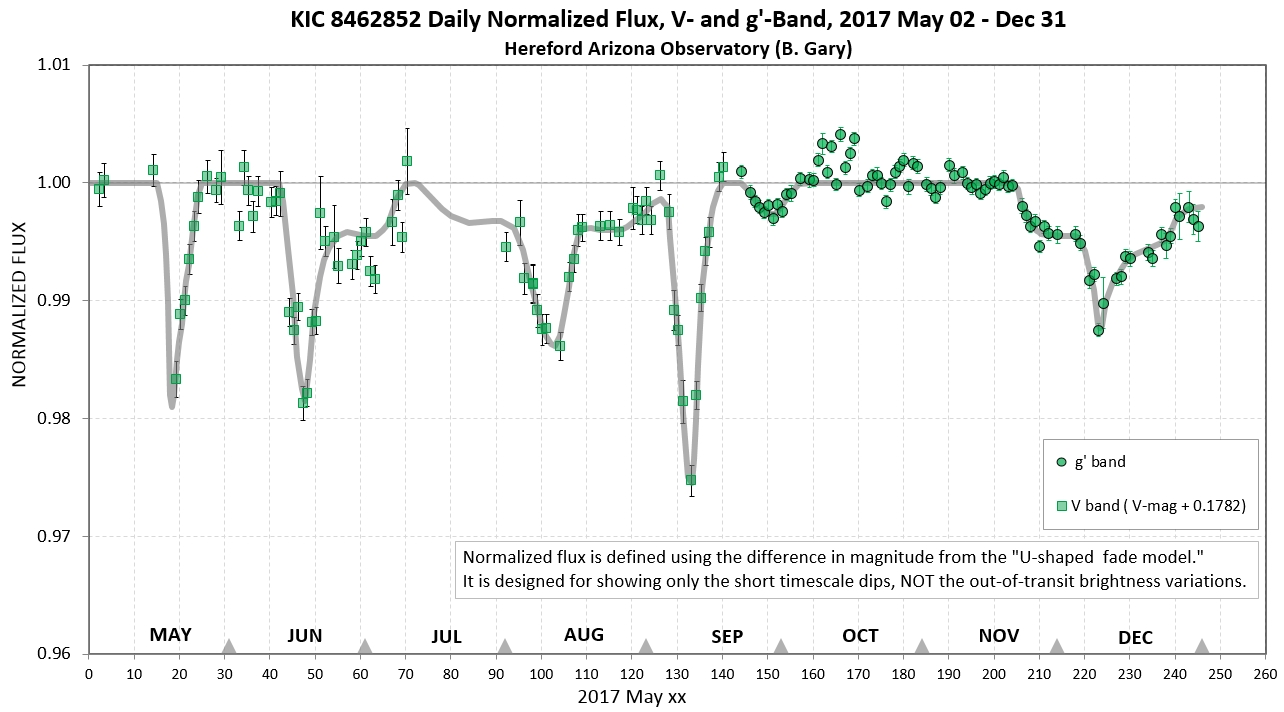
Normalisierter Fluss von KIC 8462852 im Jahr 2017

Über Crowdfunding wurden zukünftige Beobachtungen mit dem Las Cumbres Observatory Global Telescope Network finanziert, die ab Mai 2017 anliefen. Bis Dezember 2017 wurden fünf Abschwächungsphasen beobachtet, die einige Tage bis mehrere Wochen anhielten und durch zahlreiche andere Observatorien bestätigt werden konnten. Die Helligkeitseinbrüche lagen zwischen 1,5 und 2,5 %. Im Oktober 2017 lag die Helligkeit des Sterns tagelang oberhalb der „100-%-Linie“. Die Ursache ist bislang unbekannt

## Beobachtungen 2018
Nach einer kurzen Winterunterbrechung wurden die Beobachtungen von KIC 8462852 am 6. März 2018 wiederaufgenommen. Am 16. März 2018 wurde der Beginn des nächsten Helligkeitseinbruchs registriert. Bis zum 27. März wurden Abschwächungen bis zu 5 % der Ausgangshelligkeit registriert.